# Crustomollisia roburnea
Crustomollisia roburnea är en svampart som först beskrevs av Josef Velenovský, och fick sitt nu gällande namn av Svrcek 1987. Crustomollisia roburnea ingår i släktet Crustomollisia och familjen Dermateaceae.   Inga underarter finns listade i Catalogue of Life.